# Charles-Maurice de Talleyrand-Périgord

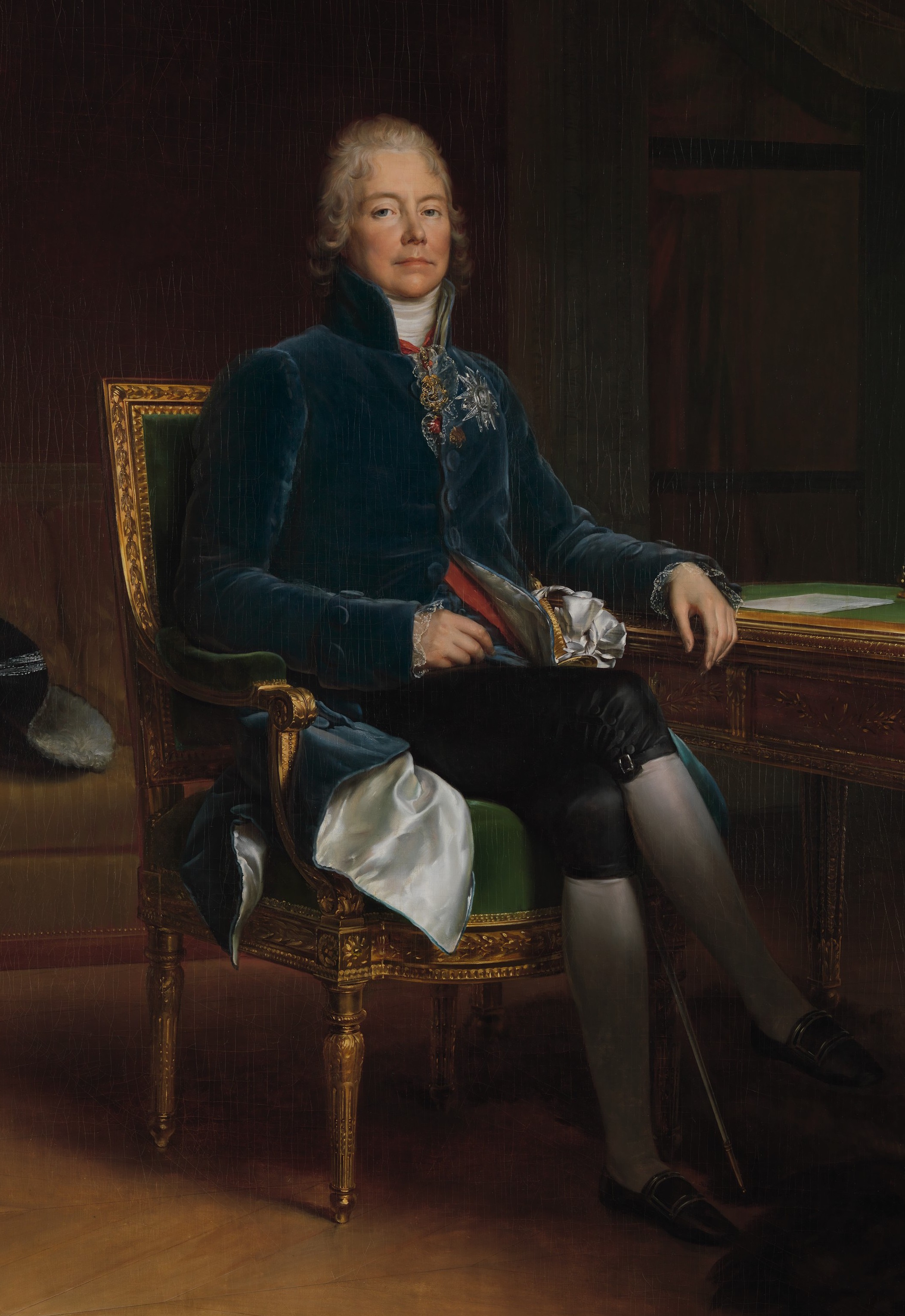
Charles-Maurice de Talleyrand-Périgord, Porträt von François Gérard (1808). Talleyrands Unterschrift:

Charles-Maurice de Talleyrand-Périgord [ʃaʀlə mɔ'ʀis də talɛ'ʀɑ̃ peʀi'gɔʀ] (* 2. Februar 1754 in Paris; † 17. Mai 1838 im Hôtel Talleyrand ebenda) war einer der bekanntesten französischen Staatsmänner sowie Diplomat während der Französischen Revolution, der Napoleonischen Kriege und des Wiener Kongresses. Für seine Verdienste erhielt er mehrere Titel in der noblesse impériale: 1806 Fürst von Benevent, 1807 Herzog von Talleyrand-Périgord und 1815 Herzog von Dino (duc de Dino). Da er in allen Regimen seiner Zeit hohe Ämter innehatte, steht der Name Talleyrand heute für politischen Opportunismus und Anpassungsfähigkeit.

## Leben und Wirken

### Herkunft und Jugend
Talleyrand kam am 2. Februar 1754 in Paris als zweitgeborener Sohn von Charles Daniel, Comte de Talleyrand-Périgord (1734–1788), und seiner Gattin Marie-Victoire-Eléonore de Talleyrand-Périgord, geborene de Damas d’Antigny (1728–1809), auf die Welt.

#### Behinderung
Von früher Kindheit an wurde Talleyrand durch ein schweres Beinleiden an seinem rechten Fuß beeinträchtigt. Seinen eigenen Angaben zufolge (die er auch in seinen Lebenserinnerungen verbreitete) erlitt er im Alter von wenigen Monaten – seine ersten vier Lebensjahre verbrachte er getrennt von seiner Familie in der Obhut einer Amme in der Pariser Vorstadt – einen komplizierten Beinbruch. Da dieser nur unzureichend medizinisch versorgt und behandelt worden sei, seien seine Fußknochen verwachsen, so dass er sein Leben lang unter einem Klumpfuß (akzidentieller nach innen gekehrter Klumpfuß) zu leiden hatte. Weiter sei sein linker Fuß, der in der Zeit seiner starken Schmerzen allein das Gewicht seines Körpers habe tragen müssen, dadurch erheblich geschwächt worden. Das Ergebnis von beidem (der unversorgten Verletzung des rechten Fußes und der langandauernden übermäßigen Belastung des linken) sei gewesen, dass er „ein Hinkender“ geworden sei.
Erst 1988 gelang es dem Historiker Michel Poniatowski, die von Talleyrand lancierte Erklärung seiner Verkrüppelung aus einem Unfall als frei erfunden nachzuweisen. Die neuere Forschung geht davon aus, dass der Klumpfuß Talleyrands entweder ein erbliches Leiden war – an dem auch Talleyrands Onkel Gabriel Marie de Talleyrand-Périgord zu leiden hatte – oder, was als wahrscheinlicher gilt, dass er die Folge einer Polio-Infektion war. Weshalb Talleyrand eine unzutreffende Begründung für sein Gebrechen verbreitete, ist nicht mit letzter Sicherheit zu beantworten. Die meisten Biographen verweisen aber bei der Behandlung dieses Punktes darauf, dass es im 18. und 19. Jahrhundert eine von vielen Personen, die an ererbten Leiden litten, geübte Praxis war, diese als Folgen von Unfällen auszugeben. Sie wollten sich so vor dem Verdacht schützen, geisteskrank zu sein, dem sie sich durch das Eingeständnis, dass ihre körperlichen Probleme das Ergebnis eines angeborenen Fehlers waren, ausgesetzt hätten. Das von den meisten Menschen dieser Zeit geteilte Verständnis des Ursprungs und der Wirkungsweise von organischen Körperschäden ging nämlich davon aus, dass solche aus dem Erbgut herrührenden Körperschäden meist auch mit biologisch verursachten mentalen Störungen verbunden seien.
Talleyrands Behinderung hatte zur Folge, dass er humpelte und sich, um gehen zu können, auf eine Krücke oder einen Gehstock stützen musste. Außerdem trug er zumindest in späteren Jahren orthopädische Spezialschuhe an seinem rechten Fuß: Diese Schuhe, die die Form eines Elefantenfußes hatten, fassten sein rechtes Bein in eine Metallschiene, die entlang der Wade bis zum Knie lief, wo sie mit einem Lederband befestigt war. Das knarrende Geräusch dieser Vorrichtung, das sein Kommen schon von fern akustisch ankündigte, brachte ihm den Spitznamen Der hinkende Teufel ein. Sein Biograph Jean Orieux hat diese für den Träger schmerzhafte Vorrichtung als „wahres Folterinstrument“ bezeichnet.

#### Ausbildung und geistliche Laufbahn
Obwohl Talleyrand nach dem Tod seines ältesten Bruders Alexandre († 1757) eigentlich der erstgeborene Sohn seiner Eltern war, übertrugen diese das Erstgeborenenrecht anstatt auf ihn, den sie hierfür aufgrund seiner Behinderung für untauglich hielten, auf seinen jüngeren Bruder Archambaud de Talleyrand. Der junge Talleyrand wurde aufgrund seines körperlichen Handicaps stattdessen für eine geistliche Laufbahn ausgewählt: Als Jugendlicher wurde er ins Priesterseminar St. Sulpice in Paris gegeben.
Nach seinem Abschluss 1779 wurde er zum Priester geweiht. Seine erste Pfründe war die des Abbés des Klosters von Saint-Denis. 1780 machte man ihn zum Generalagenten des französischen Klerus und 1788 – für einen Mann seiner Herkunft überaus spät – zum Bischof von Autun. Nach Orieux hat Ludwig XVI. die Ernennungsurkunde nur widerwillig unterzeichnet. Nach nicht einmal vierwöchigen Aufenthalt an seinem Bischofssitz wurde Talleyrand in die Generalstände gewählt.

### Französische Revolution und der Klerus

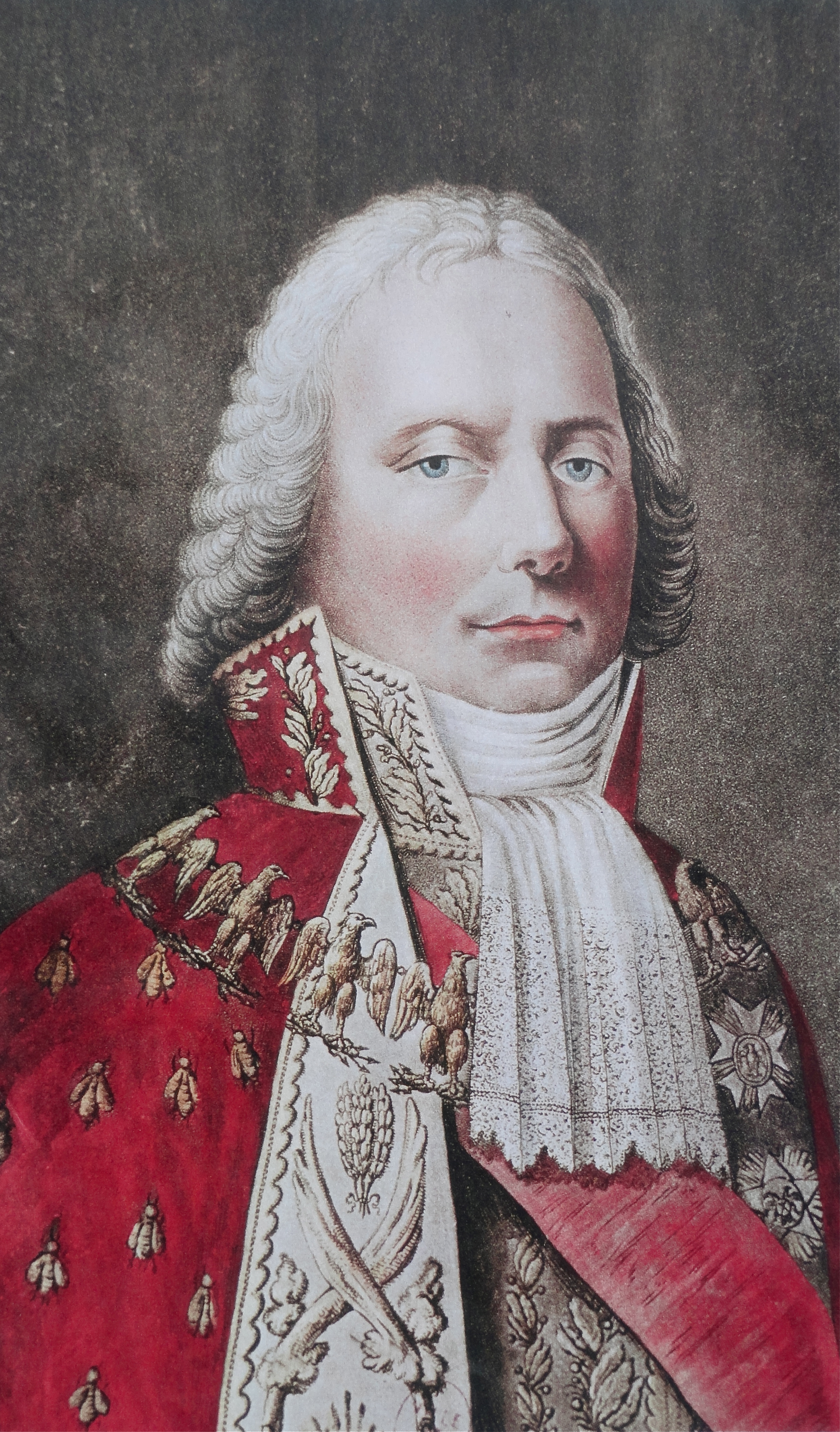
Porträt Talleyrands von Pierre Paul Prud’hon

Am Vorabend der Französischen Revolution war Talleyrand ein reformorientierter Politiker und Mitglied in der Gesellschaft der Dreißig, die 1789 Beschwerdebücher ausarbeitete und die Wahlen zu den Generalständen beeinflusste. Talleyrand selbst wurde als Bischof von Autun von den Mitgliedern seines Klerus zum Abgeordneten gewählt. Als sich jedoch der Dritte Stand zur Nationalversammlung erklärte, schloss sich Talleyrand der neuen Versammlung an.
Talleyrand entfernte sich von den Interessen von Kirche und Klerus, als er sich für die Verstaatlichung von Kirchengut aussprach, um mit dem Verkaufserlös die Staatsschulden zu begleichen. In seiner Antragsvorlage begründete er die Konfiskation damit, dass die Kirche ihr Vermögen nur zur Ausübung von Ämtern, aber nicht als persönlichen Besitz erhalten habe. Für Talleyrand lag streng genommen also keine Enteignung vor. Seiner Ansicht nach gab es zwar zwei vom Staat zu achtende Grundfreiheiten: Freiheit und Eigentum. Dort, wo das Eigentum jedoch so weit ginge, dass es das Naturgesetz verletze, da müsse es entfallen, ferner auch dort, wo der eigentliche Sinn des ursprünglichen Eigentumerwerbs entfallen sei. Des Weiteren trat er für Habeas Corpus, Meinungsfreiheit, das Postgeheimnis und die Gründung einer Zentralbank ein. Im März 1790 initiierte er vor der Nationalversammlung das Projekt der Vereinheitlichung von Maßen und Gewichten, aus dem das metrische System entstand.
So wünschte er eine konstitutionelle Monarchie mit einem Zweikammersystem wie in Großbritannien. 1791 leistete er einen Eid auf die neue Verfassung im Namen des Klerus und unterstellte sich somit dem Staat und dem Volk. Daraufhin exkommunizierte ihn Papst Pius VI. und enthob ihn seiner kirchlichen Ämter. Ausdruck von Talleyrands Standesbewusstsein war es jedoch, dass er noch im Sterben auf seinem Status als geweihter Bischof beharrte. Talleyrand bezog dennoch für lange Zeit seine Einkünfte weiter aus der Abtei Saint-Denis.

### Außenminister

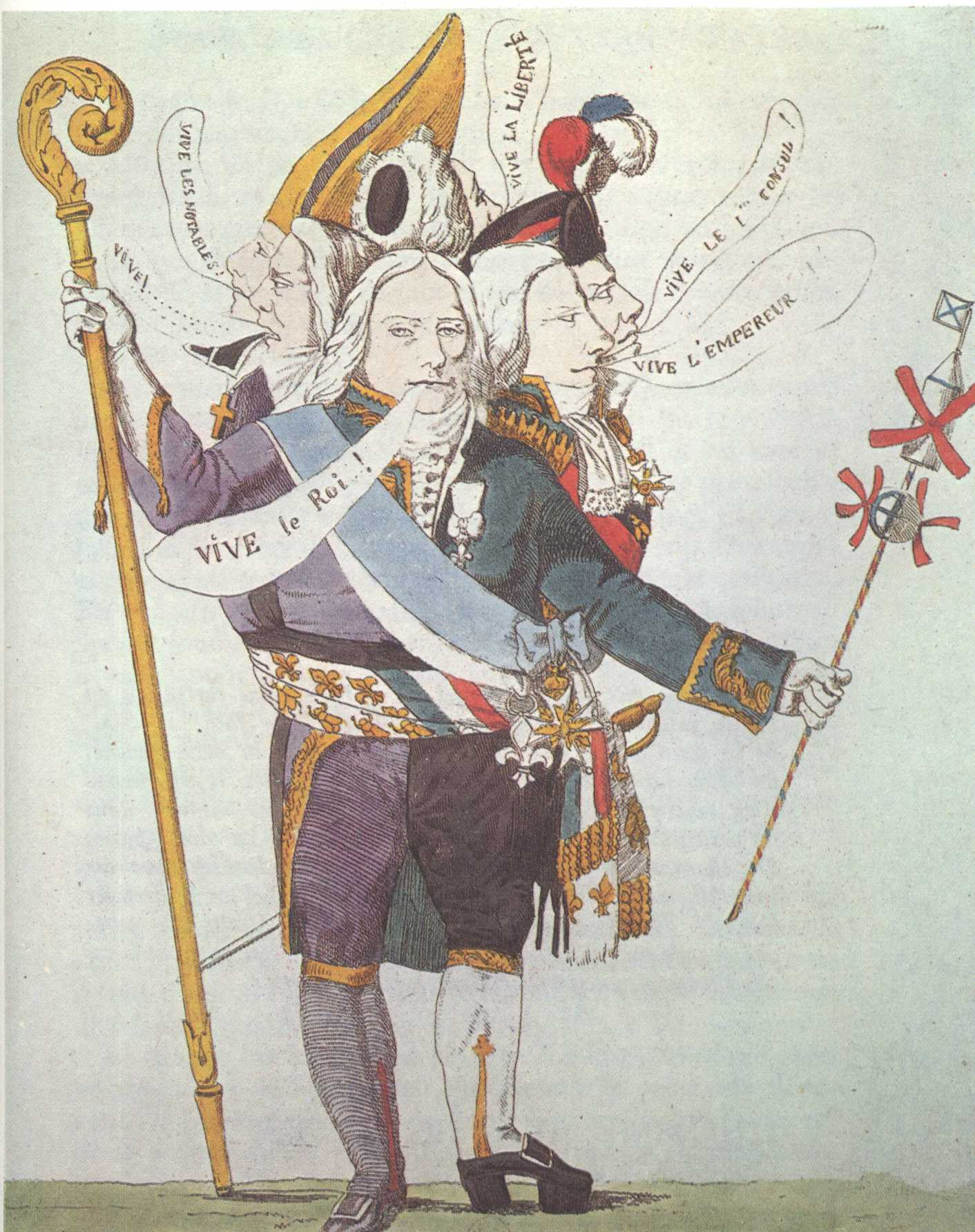
Der „Wendehals“ Talleyrand. Karikatur aus dem Jahr 1815. Die sechs Köpfe der Figur stellen die sechs führenden Rollen dar, die er in sechs verschiedenen Regimen gespielt hat.

Talleyrand verließ 1792 am Vorabend der Schreckensherrschaft mit Hilfe von Danton, der ihm die erforderlichen Ausreisepapiere beschaffte, Frankreich – offiziell in diplomatischer Mission. Dies ermöglichte ihm später die Rückkehr nach Frankreich, da er nicht mit dem Odium behaftet war, ein Emigrant gewesen zu sein. Er ging zunächst nach Großbritannien, wurde dort 1794 unter Pitt auf Druck der französischen Exilanten der ersten Stunde ausgewiesen und floh in die USA. Erst 1796 kehrte er nach Frankreich zurück und wurde 1797 durch das Direktorium unter Führung von Paul de Barras als Bürger Außenminister zum Nachfolger von Charles-François Delacroix berufen. Diese Stelle verdankte er wesentlich der Fürsprache von Madame de Staël, die ihm seit langer Zeit geistig und politisch verbunden war.
Im Juli 1799 trat er zurück, wohl um sich nicht länger an das absehbar an sein Ende gelangte Direktorium zu binden und sich der neuen Kraft, Napoleon Bonaparte, zu empfehlen. Er war auf diesen aufstrebenden Mann aufmerksam geworden und begann ihn zu unterstützen. Napoleon erkannte Talleyrands Stärken in diplomatischen Angelegenheiten, sodass er nach dem Staatsstreich des 18. Brumaire VIII (9. November 1799) Talleyrand erneut zum Außenminister ernannte. Talleyrand war es, der maßgeblich an der Schaffung des napoleonischen Kaisertums beteiligt war. Er sorgte dafür, dass in dessen Gründungsjahr 1804 keine ausländische Macht ernsthaft Widerspruch dagegen einlegte.
Am 29. Juni 1802 laisierte Papst Pius VII. Talleyrand, ein zu dieser Zeit höchst ungewöhnliches Ereignis in der Kirchengeschichte. Die Hochzeit von Charles-Maurice de Talleyrand-Périgord und Catherine Grand fand am 9. September 1802 in der Rue de Verneuil im Beisein von Bonaparte und dessen Frau Joséphine de Beauharnais statt. Talleyrands Interesse an seiner Ehefrau kühlte nach der Hochzeit deutlich ab.
Doch die Ansichten Napoleons und Talleyrands über das Wohl Frankreichs liefen auseinander. Immer wieder übte Talleyrand Kritik an den Plänen des Kaisers, z. B. gegen Preußen und Österreich in den Krieg zu ziehen. Die Kriegserklärung von 1805/06 offenbarte Talleyrands schwindenden Einfluss. Er war der Auffassung, Frankreich habe mit dem Frieden von Amiens aus dem Jahr 1802 mehr als genug erreicht. Nach dem Frieden von Tilsit reichte er seine Demission ein, worauf Napoleon ihn zum Vize-Großwahlherrn (vice-grand-électeur) und damit zum Großwürdenträger des Französischen Kaiserreichs ernannte, einer der höchsten Ehrentitel, den der Staat zu vergeben hatte.
Nachdem Napoleon 1815 endgültig gestürzt worden war, wurde Talleyrand nochmals für kurze Zeit Außenminister Ludwigs XVIII., dem er zum Thron verholfen hatte, und vertrat nach dieser ersten Restauration der Bourbonen Frankreich zwar als Verlierermacht auf dem Wiener Kongress von 1814/15, doch handelte er geschickt erst ein Mitspracherecht, dann eine bedeutende Bündnisposition mit Großbritannien und Österreich gegen Russland und Preußen aus, so dass das ehemalige Bündnis zerbrochen war. Kurz: Er schaffte es, als Vertreter der Verliererseite so günstige Bedingungen auszuhandeln, dass Frankreich keine Gebietsverluste erleiden musste. Sein größter Coup war wohl die Wiederherstellung der Grenzen von 1792.

### Fürst von Benevent
Von 1806 bis 1815 war Talleyrand von Napoleons Gnaden souveräner Fürst von Benevent in Italien; seinen nebenher erbrachten verwalterischen Leistungen zollt sein Biograf Cooper durchaus Lob.

### Botschafter in Großbritannien
Als 1830 die Julirevolution ausbrach, war Talleyrand ein entschiedener Befürworter des Königtums von Louis Philippe. Dieser schickte ihn dafür von 1830 bis 1834 als französischen Botschafter nach Großbritannien. Hier bewirkte er eine Verbesserung der stark gestörten Beziehungen der beiden Staaten. Sein letzter großer politischer Auftritt fand bei den Verhandlungen über die Unabhängigkeit des Königreiches Belgien statt. Durch Talleyrands großes Verhandlungsgeschick konnte am 4. Oktober 1830 Prinz Leopold Georg Christian Friedrich von Sachsen-Coburg-Saalfeld zum König Leopold I. von Belgien gewählt werden. Von Talleyrand stammt allerdings auch das bekannte Zitat, wonach die Belgier keine Nation seien, denn man könne keine Nation am Schreibtisch erzeugen. Belgien könne als Land langfristig nicht bestehen.

### Tod
Charles-Maurice de Talleyrand-Périgord starb am 17. Mai 1838 in Paris und wurde auf eigenen Wunsch in der Krypta der Kapelle der von ihm gegründeten école libre (Privatschule) in Valençay begraben. Seit einer Renovierung, in deren Rahmen sein Sarg heraufgebracht und anstelle des beseitigten Altares aufgestellt wurde, kann die Kapelle wieder besichtigt werden, nicht aber die Krypta mit den Särgen anderer Familienmitglieder.

## Wappen von Charles-Maurice de Talleyrand-Périgord

Wappen der Grafen von Périgord
Nach den Regeln der napoleonischen Heraldik gestaltetes Wappen Talleyrands als Fürst von Benevent in der noblesse impériale
Wappen Talleyrands zur Zeit der bourbonischen Restauration

## Erben
Universalerbin wurde seine langjährige Begleiterin Dorothea von Sagan, die 1824 geschiedene Ehefrau seines Neffen Edmond de Talleyrand-Périgord, dem er auch einige Zuwendungen bestimmte. Die häufig vertretene These, dass Dorothea, später Dorothée, duchesse de Dino genannt, Talleyrands Geliebte gewesen sei, wird in der von Johannes Willms verfassten Biographie nicht geteilt. Zwar habe es sich seitens Talleyrands durchaus um eine späte Liebe zu dieser attraktiven und intelligenten Frau gehandelt, aber angesichts des Altersunterschieds von 39 Jahren sei die enge Beziehung wahrscheinlich nicht sexueller, sondern nur geistiger Art gewesen. Willms schreibt über das Verhältnis Talleyrands zu seiner angeheirateten Nichte: „Wie andere zuvor war auch diese Liebe eine platonische, eine mit der Leidenschaft des Geists, nicht des Körpers, aber vielleicht eben deshalb noch intensiver gelebte und oft unter Eifersuchtsqualen erlittene, für die sie ihm reichlich Anlass gab.“

## Nachkommen
Talleyrand hatte keine ehelichen Kinder, wohl aber einige uneheliche. Als bekanntestes dieser Kinder gilt Charles-Joseph de Flahaut, der 1785 seiner Beziehung mit Madame de Flahaut entstammte, in deren Salon der junge Abt verkehrte. Charles-Joseph wurde später ein Offizier im Heer Napoleons und war Liebhaber von Napoleons Stieftochter Hortense de Beauharnais und Vater von Charles Auguste de Morny, Halbbruder und wichtiger Berater Napoleons III.
Talleyrands vielfach zitierte Vaterschaft im Falle von Eugène Delacroix ist umstritten. Vertreten wird die These von Talleyrand als Erzeuger des berühmten Malers u. a. von Franz Blei und Alfred Duff Cooper, 1. Viscount Norwich und Orieux. Diese Autoren berufen sich dabei auf die angebliche physiognomische Ähnlichkeit von Talleyrand und Delacroix und die Unmöglichkeit der biologischen Vaterschaft dessen nominellen Vaters, der zum Zeugungszeitpunkt infolge eines erst mehrere Monate nach der Zeugung behobenen Hodenleidens nicht zeugungsfähig war. Außerdem wurde der junge Delacroix durch einen anonymen, aber mächtigen und finanzkräftigen Wohltäter gefördert, hinter dem Talleyrand als Vater vermutet wird.

## Auszeichnungen und Ehrungen
- 1804: Grand Aigle der Ehrenlegion
- 1805: Schwarzer Adlerorden[12]
- 1814: Ritter des Ordens vom Goldenen Vlies
- 1815: Elefanten-Orden
- Helen-Violette de Talleyrand-Périgord, Duchesse de Sagan (1915–2003), vorletzte Vertreterin der älteren Linie der Familie Talleyrand-Périgord, die in zweiter Ehe mit dem Politiker Gaston Palewski (1901–1984) verheiratet war, Minister und Kabinettschef Charles de Gaulles, richtete in ihrem Schloss Le Marais in Le Val-Saint-Germain (Département Essonne, Region Île-de-France) ein Museum zu Ehren Talleyrands ein, das die verschiedenen Lebensabschnitte des Staatsmannes im geschichtlichen Zusammenhang aufzeigt.

## Zugeschriebene Aussprüche und Bonmots
Obwohl er aktiv an der französischen Revolution beteiligt war, neigte Talleyrand doch zu einer gewissen Nostalgie für das Ancien Régime. Dies bestätigt sich in seiner oft zitierten Bemerkung:

« Ceux qui n’ont pas connu l’ancien régime ne pourront jamais savoir ce qu’était la douceur de vivre. »

„Wer das Ancien Régime nicht kannte, wird niemals wissen können, wie süß das Leben war.“

Der wohl berühmteste Ausspruch Talleyrands:

„Klug und fleißig – gibt’s nicht;

klug und faul – bin ich selbst;

dumm und faul – für Repräsentationszwecke noch ganz gut zu gebrauchen;

dumm und fleißig – davor behüte uns der Himmel!“

Auch der Ausspruch „Der Kaffee muss heiß wie die Hölle, schwarz wie der Teufel, rein wie ein Engel und süß wie die Liebe sein.“ soll von Talleyrand sein.
Als der spanische Gesandte Izquiero im Jahre 1807 Talleyrand an ein Versprechen erinnerte, erwiderte ihm Talleyrand in Abwandlung eines Ausspruchs von Voltaire: « La parole a été donnée à l’homme pour déguiser sa pensée » (deutsch: „Die Sprache ist dem Menschen gegeben, um seine Gedanken zu verbergen“), bei Voltaire heißt es: « Les hommes ne se servent de la pensée que pour autoriser leur injustices et n’emploient les paroles que pour déguiser leurs pensées. » (deutsch: „Die Menschen bedienen sich ihrer Vernunft nur dazu, um ihre Ungerechtigkeiten zu rechtfertigen, und die Sprache dient ihnen allein dazu, ihre Gedanken zu verbergen.“)
„Verrat, Sire, ist nur eine Frage des Datums.“ – zu Zar Alexander I., Wiener Kongress

## Urteile von Zeitgenossen
„Andererseits ist er immer und zuerst Politiker, und als Politiker ist er ein Mann von klarem Zielbewusstsein.“

« Vous mériteriez que je vous brisasse comme un verre, j’en ai le pouvoir mais je vous méprise trop pour en prendre la peine. Pourquoi ne vous ai-je pas fait pendre aux grilles du Carrousel ? Mais il en est bien temps encore. Tenez, vous êtes de la merde dans un bas de soie ! »

„Sie verdienten, dass ich Sie wie ein Glas zerbräche. Dazu habe ich die Macht, doch ich verachte Sie zu sehr, als dass ich mir die Mühe machte. Warum habe ich Sie nicht am Gitter des Carrousels aufknüpfen lassen? Aber dazu ist immer noch Zeit. Schauen Sie her, Sie sind Scheiße in einem Seidenstrumpf!“

„Wir waren nicht immer der gleichen Meinung, aber mehr als einmal war der Rat, den er mir gab, gut und vernünftig.“

„Was mich überzeugt, dass es weder einen strafenden noch einen belohnenden Gott gibt, ist der Umstand, dass die anständigen Menschen immer unglücklich und die Schufte immer glücklich sind. Sie werden es erleben, dass ein Talleyrand in seinem Bett sterben wird.“